# خارشنگتسا
خارشنگتسا (به لهستانی:  Charsznica) یک منطقهٔ مسکونی در لهستان است که در گمینا خارشنگتسا واقع شده‌است. خارشنگتسا ۱٬۹۰۰ نفر جمعیت دارد.